# David M. Raup
David M. Raup, född 1933, död 9 juli 2015, var en amerikansk paleontolog och evolutionsbiolog. Han har varit professor i paleontologi vid University of Chicago, ordförande i Paleontological Society och ledamot av U.S. National Academy of Sciences.
Asteroiden 9165 Raup är uppkallad efter honom.